# Gladiolus × colvillii
El gladiolo cultivado actualmente es un híbrido complejo producto del cruzamiento entre varias especies de Gladiolus, los que se han venido realizando desde principios del siglo XIX.
Al principio de esta era del mejoramiento genético del gladiolo, caracterizada por la obtención de híbridos interespecíficos, a los descendientes producidos por hibridación entre dos especies se les otorgaba un nombre binomial.

## Descripción
Así, Gladiolus x colvillei es un híbrido interespecífico entre Gldiolus tristis y Gladiolus cardinalis. Fue descrito por primera vez en 1823 por James Colvillei, de Chelsea (Londres). Los primeros híbridos obtenidos eran de color rojo o rosa, como su progenitor G. cardinalis. En 1826 James Colville puso a la venta una variante de color blanco con anteras rosa a la que denominó G. x colvillei alba. En 1871, otro obtentor de Londres introdujo G. x colvillei "The Bride", una variante cuyas flores son totalmente blancas. Bulbos de estas variedades se encuentran todavía hoy en el comercio con los mismos nombres.

## Taxonomía
Gladiolus × colvillii fue descrita por Robert Sweet y publicado en The British Flower Garden, . . . 2: t. 155. 1826.
Etimología
Gladiolus: nombre genérico que se atribuye a Plinio y hace referencia, por un lado, a la forma de las hojas de estas plantas, similares a la espada romana denominada "gladius". Por otro lado, también se refiere al hecho de que en la época de los romanos la flor del gladiolo se entregaba a los gladiadores que triunfaban en la batalla; por eso, la flor es el símbolo de la victoria.
colvillei: epíteto otorgado en honor de James Colville.
Sinonimia
- Gladiolus × insignis Paxton[4]